# Dusty Hill
Joseph Michael Hill mais conhecido como Dusty Hill (Dallas, 19 de maio de 1949 – 28 de julho de 2021) foi um baixista e cantor norte-americano, integrante do ZZ Top.

## Biografia
Hill nasceu em Dallas, Texas e cresceu em Lakewood, no Oeste de Dallas. Ele frequentou a escola secundária de Woodrow Wilson.
Ele foi ao ZZ Top no final de 1969, juntando-se ao baterista Frank Beard que com o qual tocou nas bandas American Blues, The Warlocks e The Cellar Dwellers.
Dusty Hill também apareceu na TV em "Back to the Future III", "Mother Goose's Rockin' Rhyme", "WWE's RAW" e "Deadwood". Também participou como ele mesmo no 11º episódio da série King of the Hill, no qual Hank Hill diz ser seu primo.
Em 2004, foi introduzido ao Rock and Roll Hall of Fame como um dos membros do ZZ Top, ao lado do Billy Gibbons e Frank Beard.
Em 28 de julho de 2021, o ZZ Top divulgou a morte do Hill, ocorrida na sua casa em Houston.

## Discografia

### American Blues
- American Blues
- American Blues 'Is Here (1968)
- Do Their Thing (1969)

## ZZ Top
- ZZ Top's First Album (1971)
- Rio Grande Mud (1972)
- Tres Hombres (1973)
- Fandango! (1975)
- Tejas (1977)
- Degüello (1979)
- El Loco (1981)
- Eliminator (1983)
- Afterburner (1985)
- Recycler (1990)
- Antenna (1994)
- Rhythmeen (1996)
- XXX (1999)
- Mescalero (2003)
- La Futura (2012)